# Amelia Opie
Amelia Opie   (Norwich, 12 de novembre de 1769 - Norwich, 2 de desembre de 1853) va ser una escriptora i poetessa anglesa que va publicar nombroses novel·les en el període romàntic de principis del segle xix, fins a 1828.

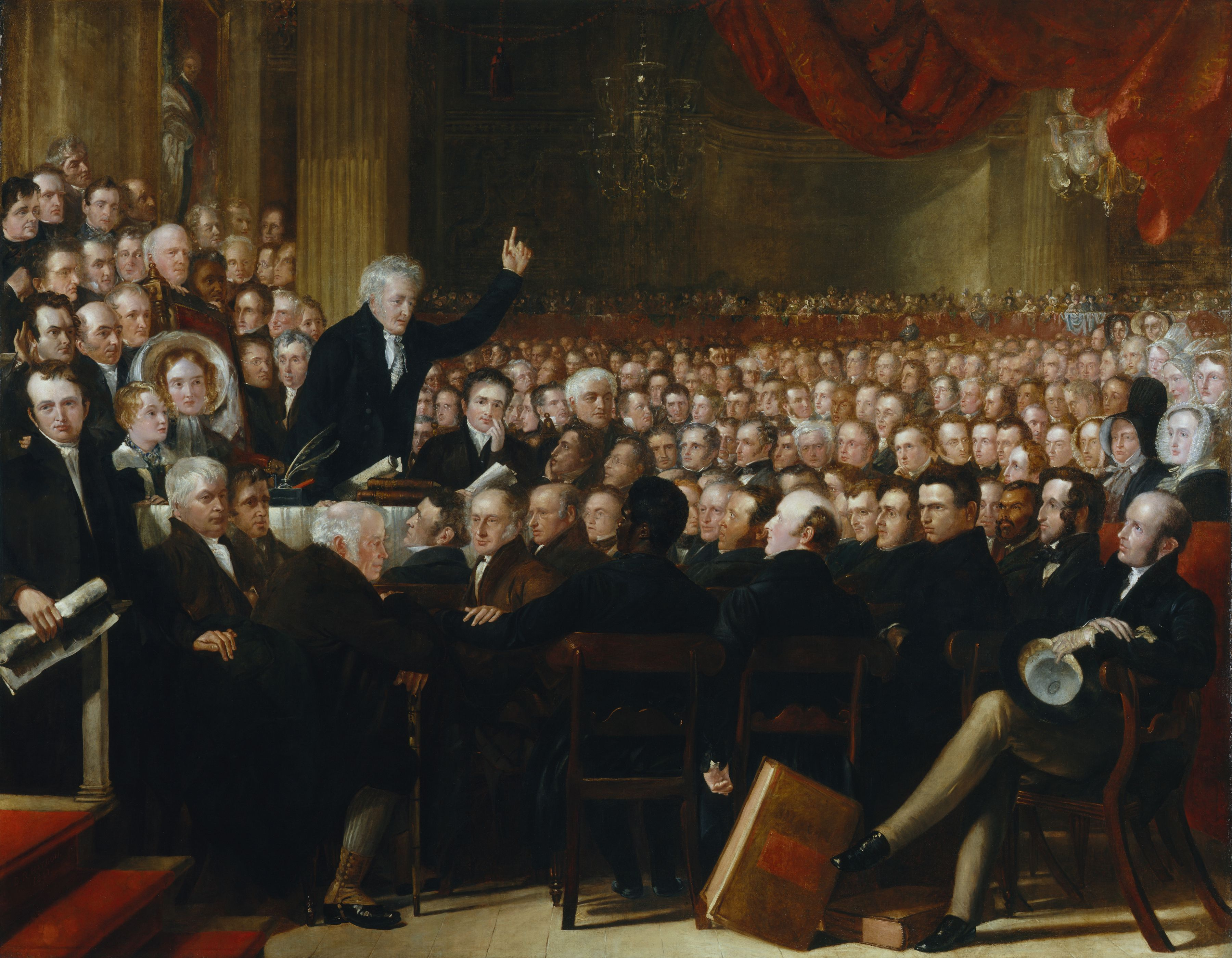
Pintura commemorativa de la primera conferència internacional antiesclavista del món (1840).

Opie fou també una destacada abolicionista de Norwich, Anglaterra. El d'Amelia Opie va ser el primer dels 187.000 noms presentats al Parlament britànic en una petició de les dones per abolir l'esclavitud.

## Biografia
Amelia Alderson va néixer el 12 de novembre de 1769. Filla única, del metge James Alderson i d'Amelia Briggs de Norwich. La seva mare també la va educar per cuidar als quals venien d'entorns menys privilegiats. Després de la mort de la seva mare el 31 de desembre de 1784, es va convertir en la mestressa de casa i amfitriona del seu pare, romanent molt prop d'ell fins a la seva mort l'any 1807.
Segons el biògraf d'Opie, «era vivaç, atractiva, interessada amb la roba fina, educada en els assoliments de la gent, i tenia diversos admiradors». Era cosina del jutge Edward Hall Alderson, amb qui va mantenir correspondència durant tota la seva vida, i també era cosina de l'artista Henry Perronet Briggs. Alderson va heretar principis radicals i va ser una ardent admiradora de John Horne Tooke. Era propera als activistes John Philip Kemble, Sarah Siddons, William Godwin i Mary Wollstonecraft.

## Carrera literària
Opie va passar la seva joventut escrivint poesia i obres de teatre i organitzant teatres d'afeccionats. Va escriure The Dangers of Coquetry (Els perills de la coqueteria) quan tenia 18 anys.
Va completar una novel·la l'any 1801 titulada Father and Daughter (Pare i Filla). Caracteritzada com una mostra de genuïna fantasia i patetisme, la novel·la tracta sobre la virtut enganyada i la reconciliació familiar. Després que sortís, Opie va començar a publicar regularment.
El seu volum de Poemes, publicat en 1802, va tenir sis edicions. Animada pel seu marit a seguir escrivint, va publicar Adeline Mowbray (1804), una exploració de l'educació de la dona, el matrimoni i l'abolició de l'esclavitud. Aquesta novel·la en particular es caracteritza per abordar la història de l'antiga amiga d'Opie, Mary Wollstonecraft, i la seva relació amb el nord-americà Gilbert Imlay fora del matrimoni, que va causar algun escàndol, igual que el seu posterior matrimoni amb el filòsof William Godwin. Godwin havia argumentat anteriorment en contra del matrimoni com una institució per la qual les dones eren posseïdes com a propietat, però quan Wollstonecraft va quedar embarassada, es van casar malgrat les seves creences anteriors. En la novel·la, «Adeline» s'involucra amb un filòsof des del principi, que pren una postura ferma contra el matrimoni, únicament per ser convençuda de casar-se amb un terratinent antillà en contra del seu millor criteri. La novel·la també aborda el sentiment abolicionista, en la història d'una dona mestissa i la seva família, a la qual «Adeline» salva de la pobresa a costa de si mateixa.
Van seguir més novel·les: Simple Tales (1806), Temper (1812), Tales of Real Life (1813), Valentine's Eve (1816), Tales of the Heart (1818), amb Madeline (1822). The Warrior's Return and other poems es va publicar l'any 1808.
L'any 1825, Opie es va unir a la Societat Religiosa dels Amics, a causa de la influència de Joseph John Gurney i les seves germanes, que eren amics i veïns des de feia molt temps en Norwich, i malgrat les objeccions fetes pel seu pare recentment mort. La resta de la seva vida la va passar principalment viatjant i treballant amb organitzacions benèfiques. Mentrestant, no obstant això, va publicar un poema antiesclavista titulat, The Black Man's Lament l'any 1826 i un volum de poemes devocionals, 'Lays for the Dead l'any 1834.
Opie va treballar amb Anna Gurney per crear una Societat de Dames Antiesclavistes a Norwich. Aquesta societat antiesclavista va organitzar una petició de 187.000 noms que va ser presentada al parlament. Els dos primers noms de la petició van ser Amelia Opie i Priscilla Buxton. Opie va ser a la Convenció Mundial Anti esclavitud a Londres l'any 1840 on va ser una de les poques dones incloses en la pintura commemorativa.

## Vida personal
L'any 1798, es va casar amb John Opie, un pintor. La parella va passar nou anys feliçment casats, encara que el seu marit no compartia el seu amor per la societat. Va dividir el seu temps entre Londres i Norwich. Era amiga dels escriptors Walter Scott, Richard Brinsley Sheridan i Germaine de Staël. Fins i tot a la part final de la seva vida, Opie va mantenir connexions amb escriptors, per exemple rebent a George Borrow com convidat. Després d'una visita a Cromer, un balneari de la costa nord de Norfolk, va agafar un refredat i es va retirar al seu dormitori. Un any més tard, el 2 de desembre de 1853, va morir a Norwich i es va dir que havia conservat la seva vivacitat fins al final. Va ser enterrada en el Cementiri Quàquer de Gildencroft, Norwich.
En 1854 es va publicar una biografia d'Opie titulada A Life, per Cecilia Lucy Brightwell.

## Selecció d'obres
Novel·les
- Dangers of Coquetry 1790
- The Father and Daughter 1801
- Adeline Mowbray 1804
- Simple Tales 1806
- Temper, or, Domestic Scenes 1812
- First Chapter of Accidents 1813
- Tales of Real Life 1813
- Valentine's Eve 1816
- New Tales 1818
- Tales of the Heart 1820

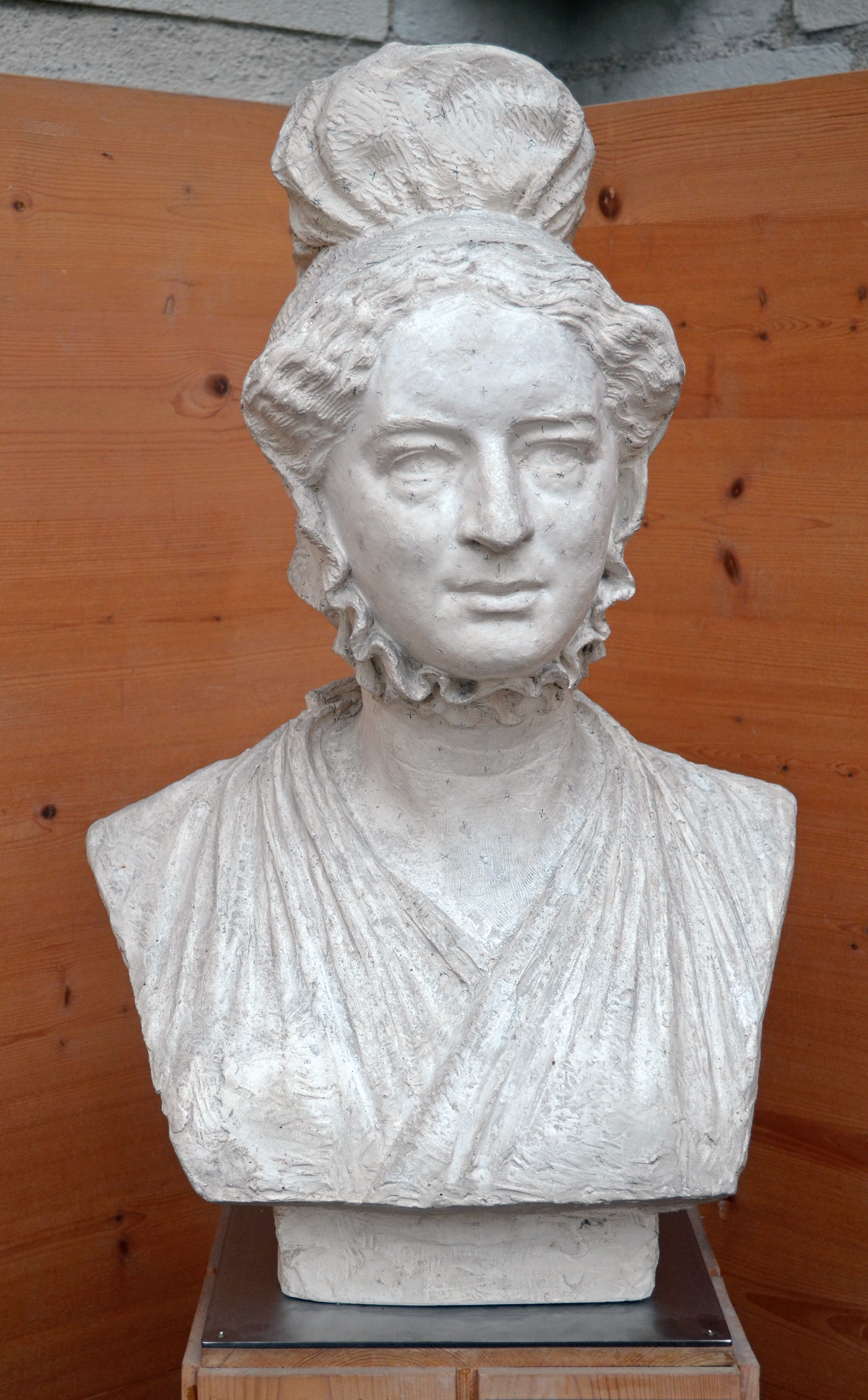
Amelia Opie per David d'Angers (1836).

- The Only Child; or, Portia Bellendon 1821
- Madeline, A Tale 1822
- Illustrations of Lying 1824
- Tales of the Pemberton Family for Children 1825
- The Last Voyage 1828
- Detraction Displayed 1828
- Miscellaneous Tales (12 Vols) 1845–1847

Biografies
- Memoir of John Opie 1809
- Sketch of Mrs. Roberts 1814

Poesia
- Maid of Corinth 1801
- Elegy to the Memory of the Duke of Bedford 1802
- Poems 1802
- Lines to General Kosciusko 1803
- Song to Stella 1803
- The Warrior's Return and other poems 1808
- The Black Man's Lament 1826
- Lays for the Dead 1834